# Juan Francisco de Medina
Juan Fernández Franco de Medina (primera mitad del siglo XVII, en La Laguna, Tenerife (Islas Canarias, España) - 16 de septiembre de 1698, San Juan (Puerto Rico)) fue un soldado español que ejerció la gobernación de Puerto Rico entre 1685 y 1690, y entre 1692 y 1698.

## Biografía
Juan Fernández Franco de Medina nació en la primera mitad del siglo XVII (se desconoce el año), en La Laguna, en la isla de Tenerife (Islas Canarias, España). Fue el hijo de Juan Fernández Franco y de Magdalena de Medina. Ejerció en un momento dado el oficio de sargento mayor de Tenerife.  El 3 de mayo de 1667 fue nombrado por el Conde de Puertollano, Alférez y capitán de infantería de la tropa de Pedro de Vergara y Alzola, ocupando dicho cargo hasta el 20 de agosto de 1668 (un año, dos meses y 20 días).  Fue el 23 de julio de 1668 cuando se formó como capitán. Así, durante 4 meses reunió soldados y reclutó hombres para combatir en la guerra de Flandes, donde llegó el 3 de diciembre de 1668, abándonando el lugar el 5 de diciembre de 1676. Durante los 8 años y 2 días que estuvo allí sirvió en Cambray y Bujan. Tras regresar a Tenerife, el duque de Villahermosa escribió un informe a Franco de Medina, en el cual lo nombraba, desde el 3 de diciembre de 1678, sargento mayor de Tenerife. En 1685 , tras 19 años ejerciendo el oficio, visitando armas en todas las islas de Canarias, fue nombrado gobernador y capitán general de San Juan de Puerto Rico, cargos que ocupó hasta 1690. Solo dos años después, el 30 de diciembre de 1692, la corona lo vuelve a nombrar para los mismos puestos.  Durante su gobierno, en 1697, pidió el envío de 20 familias canarias a Puerto Rico con el objetivo de poblar Río Piedras, iniciando así una masiva emigración canaria hacia esa isla (que culminaría básicamente en 1898). Poco antes de morir fue elegido como gobernador y capitán general de Yucatán. Murió el 16 de septiembre de 1698, tras seis años de gobernación en dicha isla.

## Vida personal
Se casó con Rafaela Osorio antes de convertirse en gobernador de Puerto Rico. Tuvieron hijos en Tenerife.